# Sportovní Klub Slavia Praha 2014-2015
Questa voce raccoglie le informazioni riguardanti lo Sportovní Klub Slavia Praha nelle competizioni ufficiali della stagione 2014-2015.

## Stagione
Nella stagione 2014-2015 lo Slavia Praga ha disputato la 1. liga, massima serie del campionato ceco di calcio, terminando il torneo all'undicesimo posto con 34 punti conquistati in 30 giornate, frutto di 9 vittorie, 7 pareggi e 14 sconfitte. Nella Pohár FAČR lo Slavia Praga è sceso in campo dal secondo turno, raggiungendo il terzo turno dove è stato eliminato dal Viktoria Žižkov.

## Rosa
| N. |                       | Ruolo | Calciatore       |
| -- | --------------------- | ----- | ---------------- |
| 1  | Rep. Ceca (bandiera)  | P     | Karel Hrubeš     |
| 2  | Rep. Ceca (bandiera)  | D     | Michal Švec      |
| 3  | Rep. Ceca (bandiera)  | D     | Jan Mikula       |
| 4  | Rep. Ceca (bandiera)  | C     | Robert Hrubý     |
| 5  | Rep. Ceca (bandiera)  | D     | Milan Nitrianský |
| 5  | Rep. Ceca (bandiera)  | D     | Miroslav Routek  |
| 6  | Slovacchia (bandiera) | D     | Martin Dobrotka  |
| 6  | Ungheria (bandiera)   | D     | Krisztián Tamás  |
| 8  | Rep. Ceca (bandiera)  | C     | Jaromír Zmrhal   |
| 9  | Slovacchia (bandiera) | C     | Martin Juhár     |
| 10 | Francia (bandiera)    | C     | Damien Boudjemaa |
| 11 | Georgia (bandiera)    | C     | Levan Kenia      |
| 12 | Rep. Ceca (bandiera)  | C     | Václav Prošek    |
| 14 | Rep. Ceca (bandiera)  | D     | Marek Kodr       |
| 15 | Rep. Ceca (bandiera)  | C     | Marcel Gecov     |
| 16 | Rep. Ceca (bandiera)  | C     | Milan Černý      |
| 17 | Senegal (bandiera)    | A     | Dame Diop        |

| N. |                           | Ruolo | Calciatore          |
| -- | ------------------------- | ----- | ------------------- |
| 18 | Serbia (bandiera)         | C     | Vukadin Vukadinović |
| 19 | Albania (bandiera)        | A     | Bekim Balaj         |
| 19 | Costa d'Avorio (bandiera) | D     | Simon Deli          |
| 21 | Rep. Ceca (bandiera)      | A     | Milan Škoda         |
| 22 | Rep. Ceca (bandiera)      | C     | Jakub Petr          |
| 22 | Rep. Ceca (bandiera)      | D     | Jiří Bílek          |
| 23 | Rep. Ceca (bandiera)      | C     | Karel Piták         |
| 25 | Rep. Ceca (bandiera)      | A     | Tomáš Mičola        |
| 26 | Argentina (bandiera)      | C     | Aldo Baéz           |
| 27 | Rep. Ceca (bandiera)      | A     | Marek Červenka      |
| 28 | Rep. Ceca (bandiera)      | D     | Martin Latka        |
| 29 | Rep. Ceca (bandiera)      | P     | Martin Berkovec     |
| 30 | Rep. Ceca (bandiera)      | D     | Martin Dostál       |
| 34 | Slovacchia (bandiera)     | P     | Matej Rakovan       |
|    | Rep. Ceca (bandiera)      | C     | Štěpán Koreš        |
|    | Rep. Ceca (bandiera)      | C     | Nikolas Salašovič   |
|    | Rep. Ceca (bandiera)      | A     | Jan Vošahlík        |

## Statistiche

### Statistiche di squadra
| Competizione | Punti | In casa | In casa | In casa | In casa | In casa | In casa | In trasferta | In trasferta | In trasferta | In trasferta | In trasferta | In trasferta | Totale | Totale | Totale | Totale | Totale | Totale | DR |
| Competizione | Punti | G       | V       | N       | P       | Gf      | Gs      | G            | V            | N            | P            | Gf           | Gs           | G      | V      | N      | P      | Gf     | Gs     | DR |
| ------------ | ----- | ------- | ------- | ------- | ------- | ------- | ------- | ------------ | ------------ | ------------ | ------------ | ------------ | ------------ | ------ | ------ | ------ | ------ | ------ | ------ | -- |
| 1. liga      | 34    | 15      | 6       | 4       | 5       | 26      | 23      | 15           | 3            | 3            | 9            | 14           | 22           | 30     | 9      | 7      | 14     | 40     | 45     | -5 |
| Pohár FAČR   | -     | -       | -       | -       | -       | -       | -       | 2            | 1            | 0            | 1            | 4            | 3            | 2      | 1      | 0      | 1      | 4      | 3      | +1 |
| Totale       | -     | 15      | 6       | 4       | 5       | 26      | 23      | 17           | 4            | 3            | 10           | 18           | 25           | 32     | 10     | 7      | 15     | 44     | 48     | -4 |